# Punct... și de la capăt
Punct... și de la capăt este un film psihologic din 1987 regizat de Alexa Visarion după un scenariu al dramaturgului Radu F. Alexandru. În rolurile principale au interpretat actorii Ovidiu Iuliu Moldovan, Camelia Maxim și Victor Rebengiuc.

## Distribuție
- Ovidiu Iuliu Moldovan — ing. Vasile Lazăr, văduv cu un copil, transferat la cerere la uzina ARO din Câmpulung Muscel
- Camelia Maxim — Cristina, colega de serviciu îndrăgostită de ing. Lazăr
- Victor Rebengiuc — Victor Riza poreclit „Mareșalul”, directorul uzinei ARO
- George Constantin — George, pictor bucureștean, prietenul inginerului Lazăr
- Mircea Diaconu — Mircea, mecanic de montaj și pilot de raliu la uzina ARO, îndrăgostit de Cristina
- Petre Gheorghiu — Grâu, maistru la uzina ARO, fostul șef de secție
- Răzvan Vasilescu — ing. Mihai („Mișu”) Balaban, coleg de serviciu al inginerului Lazăr
- Tamara Buciuceanu — Sofica Rădulescu, gazda inginerului Lazăr
- Mariana Mihuț — soția directorului Riza
- Leopoldina Bălănuță — mama inginerului Lazăr
- Mircea Albulescu — ing. Pavel, directorul comercial al uzinei ARO
- Vasile Nițulescu — tatăl inginerului Lazăr
- Marioara Sterian — Doina, iubita lui Balaban
- Corneliu Revent — ing. Popa, șeful Biroului Personal de la uzina ARO
- Victor Atanasiu
- Dragoș Pâslaru — Iotu, mecanic de montaj la uzina ARO (menționat Dragoș Pîslaru)
- Diana Lupescu — Roxana, secretara directorului uzinei
- Constantin Diplan — inginerul de la uzina ARO care-l aduce de la gară pe ing. Lazăr
- Ica Matache — colegă de serviciu a ing. Lazăr
- Cornel Dumitraș (menționat Corneliu Dumitraș)
- Emilia Dobrin — nepoata proprietăresei, care locuiește la București (menționată Emilia Dobrin-Besoiu)
- Dinu Manolache — mecanic de montaj la uzina ARO
- Ecaterina Nazare — vânzătoare la librărie, prietena Cristinei
- Adriana Trandafir — colegă de serviciu a ing. Lazăr
- Ion Pavlescu — funcționar ministerial
- Ileana Cernat
- Ion Vîlcu
- Nicolae Praida — maistru la uzina ARO
- Jorj Voicu — funcționar ministerial
- Adrian Vișan
- Hamdi Cerchez — mecanic de montaj la uzina ARO
- Paul Gheorghiu
- Nicolae Manolache
- Cătălina Bârcă
- Iulia Boroș
- Lupu Buznea — funcționar ministerial
- Olga Dumitrescu
- Dragoș Galgoțiu
- Rodica Dianu
- Nayla Elamin
- Ion Igorov
- Corina Voicu
- Florina Vară

## Primire
Filmul a fost vizionat de 1.218.146 de spectatori în cinematografele din România, după cum atestă o situație a numărului de spectatori înregistrat de filmele românești de la data premierei și până la data de 31 decembrie 2014 alcătuită de Centrul Național al Cinematografiei.